# Президентски избори в Бразилия от 1894 г.
Изборите за президент на Бразилия от 1894 г. са вторите президентски избори в Бразилия, проведени след отмяната на монархията, и първите преки избори за държавен глава и ръководител на правителството.
Провеждат се на 1 март 1894 г. във всички щати на Бразилия с изключение на Парана, Санта Катарина и Рио Гранде до Сул, които по това време са обхванати от Федералистка революция срещу Републиката. Изборите от 1894 г. са спечелени от цивилния кандидат на Паулистката републиканска партия Пруденте де Морайс, което слага край на Републиката на меча (1889 – 1894), както е известен периодът на управлението на президентите Деодоро да Фонсека и Флориано Пейшото, и поставя началото на нов период от политическата история на Бразилия, известен като Олигархична република (1894 – 1930), през който управлението на страната защитава предимно интересите на кафените магнати.

## При Старата република (1891 – 1930)
Съгласно първата Конституция на Бразилия, действала през целия период на Старата република (1891 – 1930 г.), изборите за президент на Републиката се провеждат на 1 март, веднъж на 4 години. Президентът се избира чрез преки избори, на които право да гласуват имат единствено мъжете, навършили 21 години, които са грамотни, не заемат религиозни длъжности и не са военни. Въпреки че Конституцията все пак дава избирателни права на сравнително широк кръг от граждани, традиционно малка част от тези лица гласуват на избори.
По време на Старата република двете най-силни политически партии през този период – Паулистката републиканска партия и Минейроската републиканска партия – често се съюзяват, за да защитават интересите си и да се редуват във властта, така че двете партии най-често сформират правителствата до 1930 г., когато алиансът им се разпада. Тази доминираща роля на двете партии в политическия живот на Старата република често се определя като Политика на кафе с мляко.
През епохата на Старата република вотът на изборите не е таен и често се провежда при условията на груба намеса и машинации от страна на коронелите – лица, които осъществяват общинската и военната власт по места. Използвайки механизмите на патронаж-клиентелизма, установен в икономическия и политическия живот в провинцията, коронелите извършват изборни фалшификации или принуждават гласоподаватели да гласуват за определени кандидати, което прави невъзможно предоставянето на коректни изборни резултати. Най-честите нарушения по изборите през този период си остава пускането на допълни бюлетини в избирателните урни. Друг феномен е гласуването за лица, които не са се кандидатирали за президент – тъй като гласоподавателите са свободни да изписват имената на подкрепения от тях кандидат върху празна бюлетина, често те предпочитат да посочат името на свой приятел или на известна личност. Така, например, Руй Барбоза получава гласове на всички избори до смъртта си през 1923 г., въпреки че официално участва в президентската надпревара само два пъти.

### Кандидати
На изборите от 1894 г. за длъжността Президент на Републиката се кандидатират 203-ма кандидати, от които най-много гласове получават Пруденте де Морайс и Афонсо Пена. За вицепрезидент на Републиката кандидатите са 335, като трима от тях – Мануел Виторино Перейра, Жозе Луис да Алмейда Коуто и Жозе Паес де Карвальо – получават по-голяма част от гласовете.

### Резултати
На изборите от 1 март 1894 г. гласуват 356 000 от имащите право на глас 1 050 000 граждани на страната, което е едва 2,2% от населението на Бразилия, наброяващо по това време около 15 400 000 души Изборите не се провеждат в трите бунтовни щата Парана, Санта Катарина и Рио Гранде до Сул. Резултатите от вота определят за трети президент на Републиката Пруденте де Морайш, а за негов вицепрезидент – Мануел Виторино Перейра. Интересен е фактът, че 116 от кандидатите получават само по един глас. Гласове получават и хора, които не са се кандидатирали за президент – такъв е случаят с внуците на детронирания император – принцовете Педро де Алкантара и Аугусто Сакс-Кобург и Гота, които след свалянето на императора напускат страната заедно с цялото императорско семейство. Част от електората гласува за виконт Оуро Прето – бивш премиер-министър по времето на империята. Друг изненадващ факт е, че на 16-о място по получени гласове е тогавашният президент Флориано Пейшото, а първата републиканска конституция забранява повторното заемане на президентския пост.
| Избори за президент на Бразилия от 1894 г. | Избори за президент на Бразилия от 1894 г. | Избори за президент на Бразилия от 1894 г. | Избори за вицепрезидент на Бразилия от 1894 г. | Избори за вицепрезидент на Бразилия от 1894 г. | Избори за вицепрезидент на Бразилия от 1894 г. |
| Кандидат                                   | Гласове                                    | Проценти                                   | Кандидат                                       | Гласове                                        | Проценти                                       |
| ------------------------------------------ | ------------------------------------------ | ------------------------------------------ | ---------------------------------------------- | ---------------------------------------------- | ---------------------------------------------- |
| Пруденте де Морайс                         | 290 883(a)                                 | 88,38%(a)                                  | Мануел Виторино Перейра                        | 266.060(c)                                     | 78,36%(c)                                      |
| Афонзо Пена                                | 38 291                                     | 11,32%                                     | Жозе Луис де Алмейда Коуто                     | 31 819                                         | 9,37%                                          |
| Жозе Сезарио де Фариа Алвин                | 3719                                       | 1,08%                                      | Жозе Паес де Карвальо                          | 21 160                                         | 6,23%                                          |
| Руй Барбоза                                | 3718                                       | 1,08%                                      | Гаспар да Силвейра Мартинс                     | 2467                                           | 0,72%                                          |
| Жозе Луис де Алмейда Коуто                 | 3437                                       | 0,99%                                      | Други                                          | 33 912                                         | 9,99%                                          |
| Лауро Содре                                | 1876(b)                                    | 0,54%(b)                                   |                                                |                                                |                                                |
| Други                                      | 3.092                                      | 0,89%                                      |                                                |                                                |                                                |
| Валидни гласове                            | Валидни гласове                            | 345 097                                    | Валидни гласове                                | Валидни гласове                                | 339 536                                        |
| Невалидни гласове                          | Невалидни гласове                          | 10 903                                     | Невалидни гласове                              | Невалидни гласове                              | 16 464                                         |
| Общо                                       | Общо                                       | 356 000                                    | Общо                                           | Общо                                           | 356 000                                        |
| Източник:                                  |                                            |                                            |                                                |                                                |                                                |

(a) Професор Валтер Коста Порто посочва 276 583 гласа за Пруденте.

(b) Професор Валтер Коста Порто посочва 1983 гласа за Лауро Содре.

(c) Професор Валтер Коста Порто посочва 249 638 гласа за Мануел Виторино.

Важно:Данните не са надеждни.